# Guancen Shan
Guancen Shan är ett berg i Kina. Det ligger i provinsen Shanxi, i den norra delen av landet, omkring 120 kilometer norr om provinshuvudstaden Taiyuan. Toppen på Guancen Shan är 2 603 meter över havet, eller 439 meter över den omgivande terrängen. Bredden vid basen är 9,0 km.
Guancen Shan är den högsta punkten i trakten. Runt Guancen Shan är det ganska tätbefolkat, med 83 invånare per kvadratkilometer. Närmaste större samhälle är Shangyuzhuang, 5,3 km öster om Guancen Shan. I omgivningarna runt Guancen Shan växer i huvudsak blandskog.
Genomsnittlig årsnederbörd är 613 millimeter. Den regnigaste månaden är juli, med i genomsnitt 191 mm nederbörd, och den torraste är januari, med 2 mm nederbörd.